# Sport elettronici ai World Skate Games
Gli sport elettronici sono inseriti nel programma dei World Skate Games dalla quarta edizione che si è svolta nel 2024.

## Edizioni
| Giochi | Anno | Sede | Gare |
| ------ | ---- | ---- | ---- |
| IV     | 2024 | Roma | 2    |

## Medagliere complessivo
Aggiornato alla quarta edizione
| Posiz. | Nazione | Oro | Argento | Bronzo | Totale |
| ------ | ------- | --- | ------- | ------ | ------ |
| 1      | Brasile | 2   | 0       | 0      | 2      |
| 2      | Italia  | 0   | 2       | 2      | 4      |
| Totale | Totale  | 2   | 2       | 2      | 6      |